# Парки Дніпра

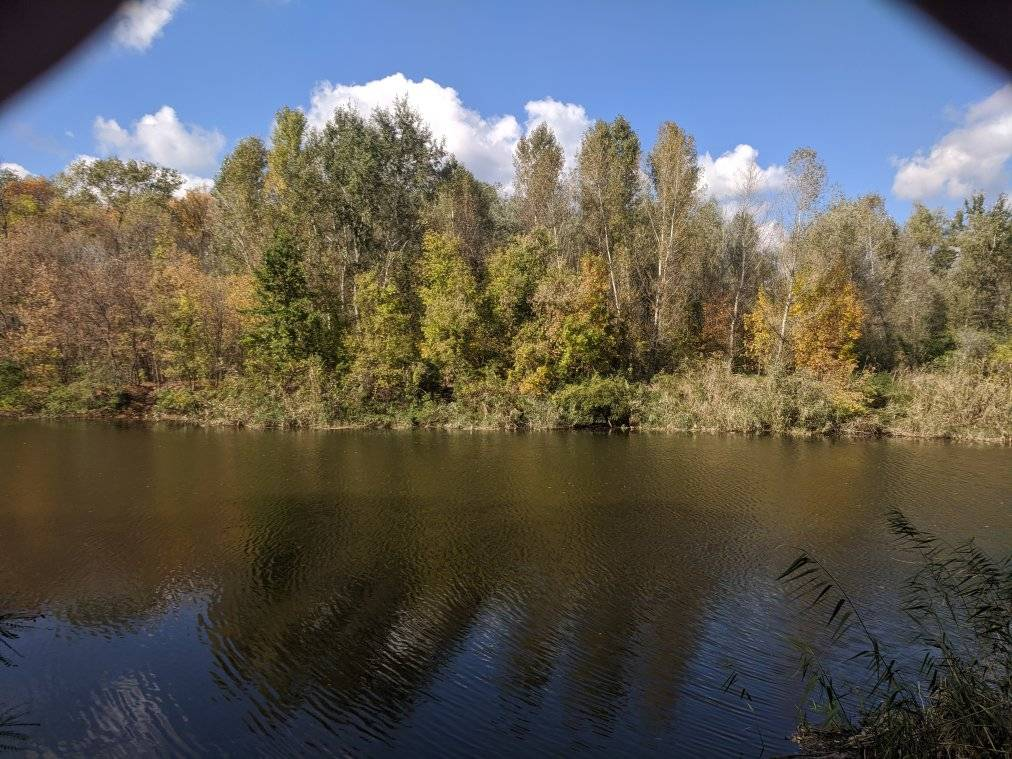
Діївський лісопарк та озеро Гідропаркове (канал)

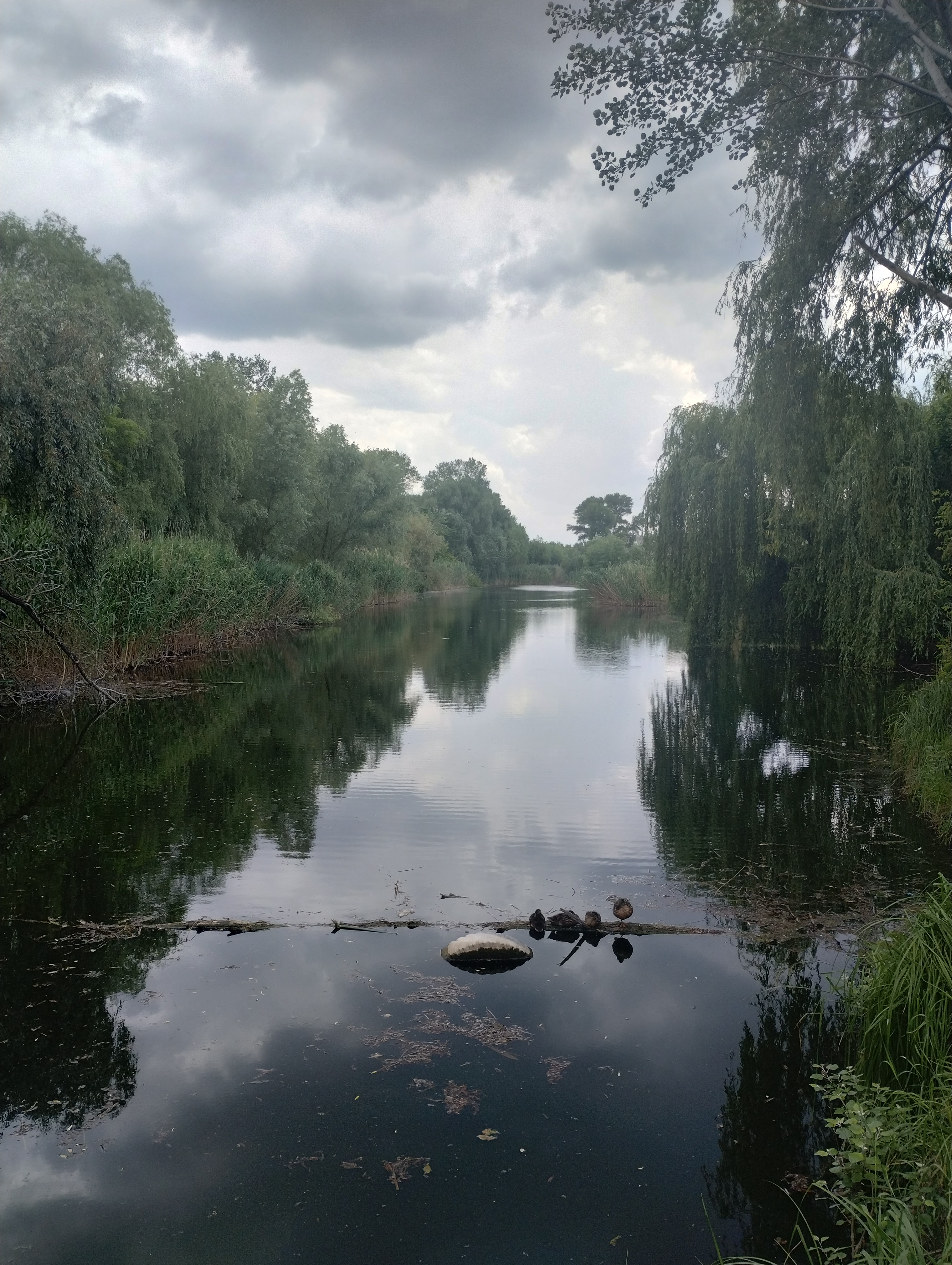
Парк Кирилівка

Список скверів і парків міста Дніпра:
- парк Меморіальний (колишній військовий цвинтар) — місце великих поховань мирних жителів і радянських воїнів під час Німецько-радянської війни (між Запорізьким шосе та просп. Богдана Хмельницького).
- Ботанічний сад ДНУ (проспект Науки, 72)
- Парк Крутояр  — до 2024 року імені  Володі Дубініна (вул. Міськдачі, 13)
- Парк «Сагайдак» (на березі Дніпра на південь від пр. Мануйлівського) — до 2015 року імені Петра Воронцова.
- Парк Студентський (пр. Науки, 72а) — до 2023 року імені Юрія Гагаріна. Створений у 1960-ті як парк при студентському містечку ДНУ.

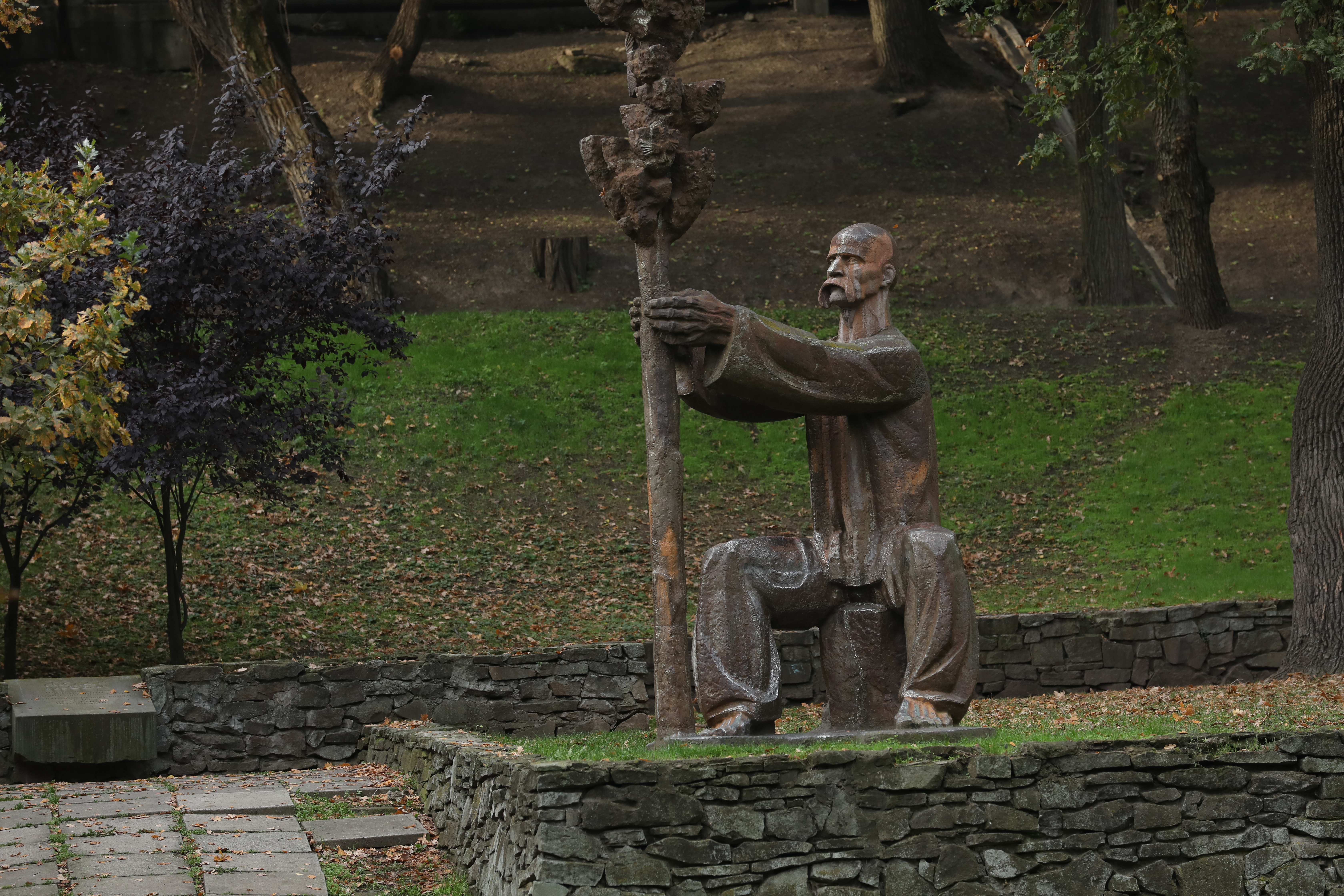
Пам'ятник Лазарю Глобі в парку

- Пам'ятник Лазарю Глобі в паркуПарк Лазаря Глоби — колишній ім. Чкалова (пр. Дмитра Яворницького, 95)
- Діївський лісопарк та озеро Гідропаркове (канал)Діївський лісопарк — дніпровські плавні, безліч річкових заток і пляжів (на захід ж.м. Парус),  тут планувалося побудувати Дніпропетровський гідропарк,

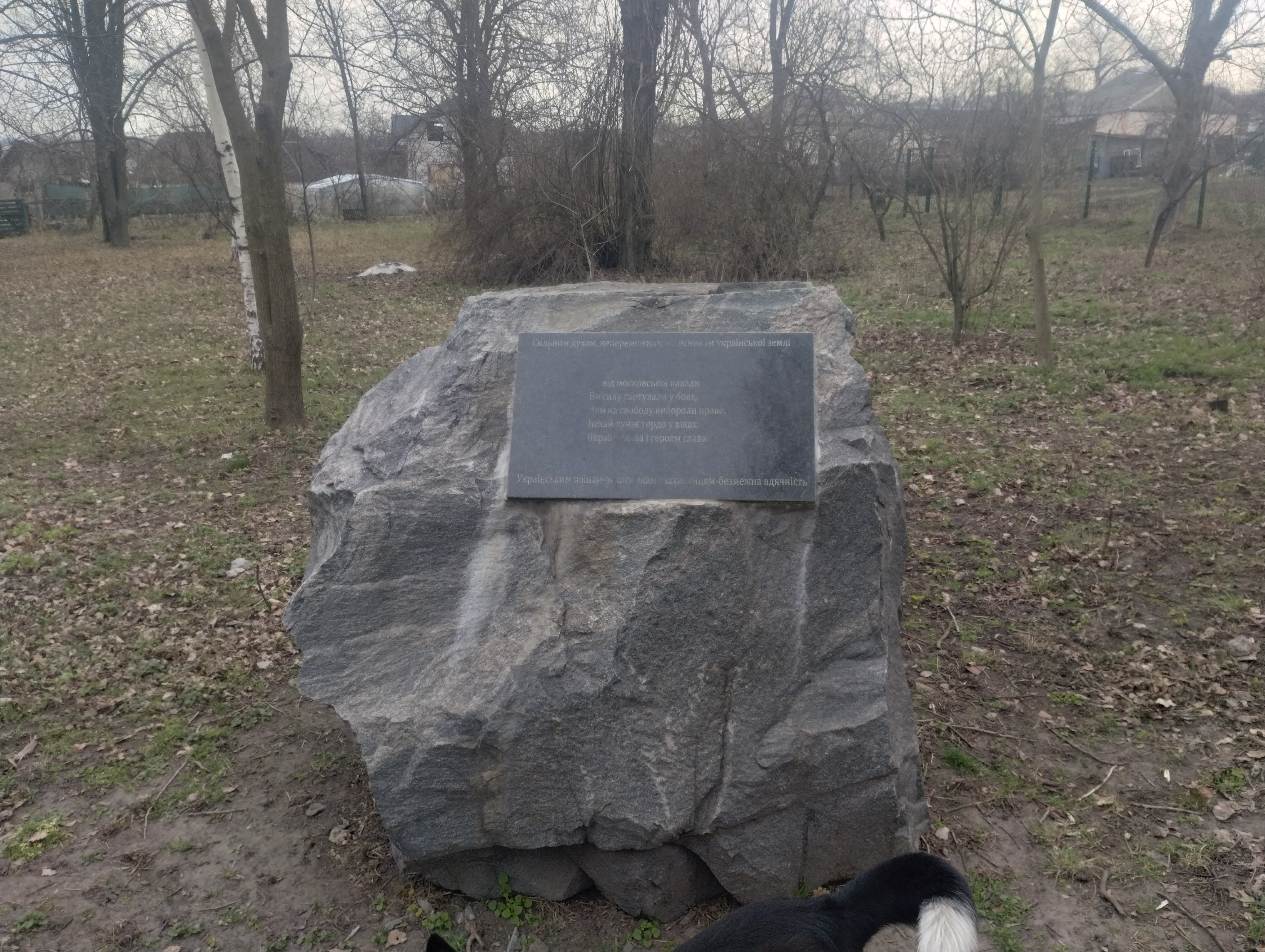
Пам'ятний знак Захисникам України у парку "Поляна". Діївка Друга.

- Пам'ятний знак Захисникам України у парку "Поляна". Діївка Друга.Парк (сквер) Захисників України (вулиця Заслонова, народна назва Поляна). В парку встановлено мешканцями Діївки-2 пам'ятний камінь на честь полеглих захисників України.
- Лісопарк Дружби народів (на початку Новомосковського шосе, навпроти смт. Слобожанське)
- Парк Пам'яті та примирення — Заснований у 1946 за назвою «парк ім. Калініна». Раніше на цьому місці було Фабричне кладовище (з кінця XVIII століття), під час Німецько-радянської війни на ньому ховали німецьких (у східній частині) і радянських солдатів (у північно-східній) (ріг пр. Сергія Нігояна і вул. Курчатова).
- Парк КирилівкаПарк «Кирилівка» — парк зі ставом (вулиця Івана Нечуя-Левицького). До 2015 року мав назву імені Кірова, ще раніше — парк 8 березня.
- Міський молодіжний парк дозвілля і відпочинку «Новокодацький» (мікрорайон Червоний Камінь, ст. Метро Проспект Свободи)— до 2016 року мав назву імені Леніна.
- Сквер Героїв (Квартал між пр. Олександра Поля, Лесі Українки, вул. Лазаря Глоби, Старокозацькою) — колишня назва Сквер  імені Леніна. На межі з нинішнім проспектом  Лесі Українки (колишній Пушкіна) стояла стелла з червоного граніту із бюстом Леніна і написом "Победа коммунизма неизбежна". Влітку 2014 року стеллу було демонтовано. В 2016 — 2017 роках в сквері встановили стелли з фотопортретами учасників Небесної Сотні  та загиблих у російсько-українській війні.
- Парк  Зелений Гай (між спорткомплексом Метеор та пр. Олександра Поля, в Рибальській балці)[1]. До 2015 року називався парк імені Ленінського Комсомолу. У 1990-ті — 2016 роки перебував у занедбаному стані. Нині відреставрований.
- Сквер Соборний — до 2015 року мав назву  Жовтневий. Парковий комплекс на Соборній площі. На території комплексу розташовані: Історичний музей, Діорама «Битва за Дніпро», Преображенський собор, Культурно — виставковий центр, Меморіальний цвинтар, Меморіал пам'яті загиблим захисникам правопорядку.
- Сквер ім. Галини Андрусенко на проспекті Науки, розворот трамвайного маршруту № 1
- Парк ім. Писаржевського (між пр. Олександра Поля (верх) та просп. Богдана Хмельницького)
- Севастопольський парк — заснований в 1955 на місці цвинтаря на честь 100-річчя героїчної оборони Севастополя. (Лоцманський узвіз, 2)
- Урочище Тунельна балка (між вул. Космічною, ж.м. Сокол, ж.м. Перемога, Запорізьким шосе, схилом від вул. Високовольтної)
- Парк ім. Богдана Хмельницького (просп. Богдана Хмельницького, 25)
- Парк ім. Тараса Шевченка — ділиться на берегову і острівну частини.